# Chlerogas chlerogas
Chlerogas chlerogas är en biart som först beskrevs av Joseph Vachal 1904.  Chlerogas chlerogas ingår i släktet Chlerogas och familjen vägbin. Inga underarter finns listade i Catalogue of Life.